# Paul Wormser
Paul Wormser (Colmar, 11 luglio 1905 – Sainte-Radegonde, 17 agosto 1944) è stato uno schermidore francese, vincitore di una medaglia di bronzo nella scherma ai giochi olimpici.

## Biografia
Nacque a Colmar da una famiglia ebrea, dopo gli studi in medicina esercitò la professione di dentista. Fu campione universitario di scherma e partecipò alle Olimpiadi Berlino nel 1936 dove vinse una medaglia di bronzo nella competizione a squadre nella specialità della spada.
Dopo lo scoppio della Seconda guerra mondiale si trasferì nell'Aveyron. Il 17 luglio 1944 venne arrestato dalle Waffen SS mentre si recava a portare soccorso in qualità di medico ad un partigiano ferito e fu condotto a Rodez. Un mese più tardi quando i tedeschi si ritirarono dalla cittadina portarono con loro trenta prigionieri, tra cui Wormser, che vennero poi fucilati nella vicina località di Sainte-Radegonde. Sepolto provvisoriamente a Espalion, nel 1946 il corpo fu trasferito nel cimitero ebraico di Colmar.
È stato insignito con la Croix de guerre.